# WWE-pay-per-viewevenementen 1998
De WWE-pay-per-viewevenementen in 1998 bestond uit professioneel worstelevenementen, die door de WWE werden georganiseerd in het kalenderjaar 1998.
In 1998 introduceerde de organisator, toen de World Wrestling Federation (WWF) genaamd, drie nieuwe evenementen. Capital Carnage was een eenmalige evenement. Unforgiven, Over the Edge en Fully Loaded waren jaarlijkse evenementen.

## WWE-pay-per-viewevenementen in 1998
| Datum             | Evenement                          | Locatie                | Stad                        |
| ----------------- | ---------------------------------- | ---------------------- | --------------------------- |
| 18 januari 1998   | Royal Rumble                       | San Jose Arena         | San Jose (Californië)       |
| 15 februari 1998  | No Way Out of Texas: In Your House | Compaq Center          | Houston                     |
| 29 maart 1998     | WrestleMania XIV                   | FleetCenter            | Boston                      |
| 4 april 1998      | Mayhem in Manchester               | Nynex Arena            | Manchester, Engeland        |
| 26 april 1998     | Unforgiven: In Your House          | Greensboro Coliseum    | Greensboro (North Carolina) |
| 31 mei 1998       | Over the Edge: In Your House       | Wisconsin Center Arena | Milwaukee (Wisconsin)       |
| 28 juni 1998      | King of the Ring                   | Pittsburgh Civic Arena | Pittsburgh                  |
| 26 juli 1998      | Fully Loaded: In Your House        | Selland Arena          | Fresno                      |
| 30 augustus 1998  | SummerSlam                         | Madison Square Garden  | New York                    |
| 27 september 1998 | Breakdown: In Your House           | Copps Coliseum         | Hamilton (Ontario)          |
| 18 oktober 1998   | Judgment Day: In Your House        | Rosemont Horizon       | Rosemont (Illinois)         |
| 15 november 1998  | Survivor Series                    | Kiel Center            | Saint Louis (Missouri)      |
| 6 december 1998   | Capital Carnage                    | London Arena           | Londen                      |
| 13 december 1998  | Rock Bottom: In Your House         | General Motors Place   | Vancouver                   |